# Loh
Loh (of Lo) is een eiland in het noordelijk deel van Vanuatu. Het is 12 vierkante kilometer groot en het hoogste punt is 155 meter. Lounaragi en Vipaka zijn de twee belangrijkste plaatsen op het eiland. Loh maakt deel uit van de Torres Islands en daarmee van provincie Torba.
Er zijn slechts twee inheemse zoogdieren bekend op Loh, de vleermuizen de Tongavleerhond (Pteropus tonganus) en Hipposideros cervinus.

## Enkele feiten
- Het dichtstbijzijnde eiland is 4 km verwijderd en het dichtstbijzijnde continent is Australië.
- Het aantal inwoners bedraagt 210.
- De dichtheid van het eiland bedraagt 6 personen per 1 km².
- Het groeipercentage van de bevolking is 3,1%.